# عامري (ديلم)
عامري (بالفارسية: عامری) هي قرية تقع في منطقة مركزية ريفية في إيران. يقدر عدد سكانها بـ 1,580 نسمة .